# İzmiri metró
Az izmiri metró (törökül: İzmir Metrosu) İzmir török város metróhálózata. 2000-ben adták át. Üzemeltetője az Izmir Metro A. S. nevű közlekedési cég.
Napi forgalma 173 000 fő.
Nyomtávolsága 1435 mm, feszültsége 750 volt.